# علامة عين البومة

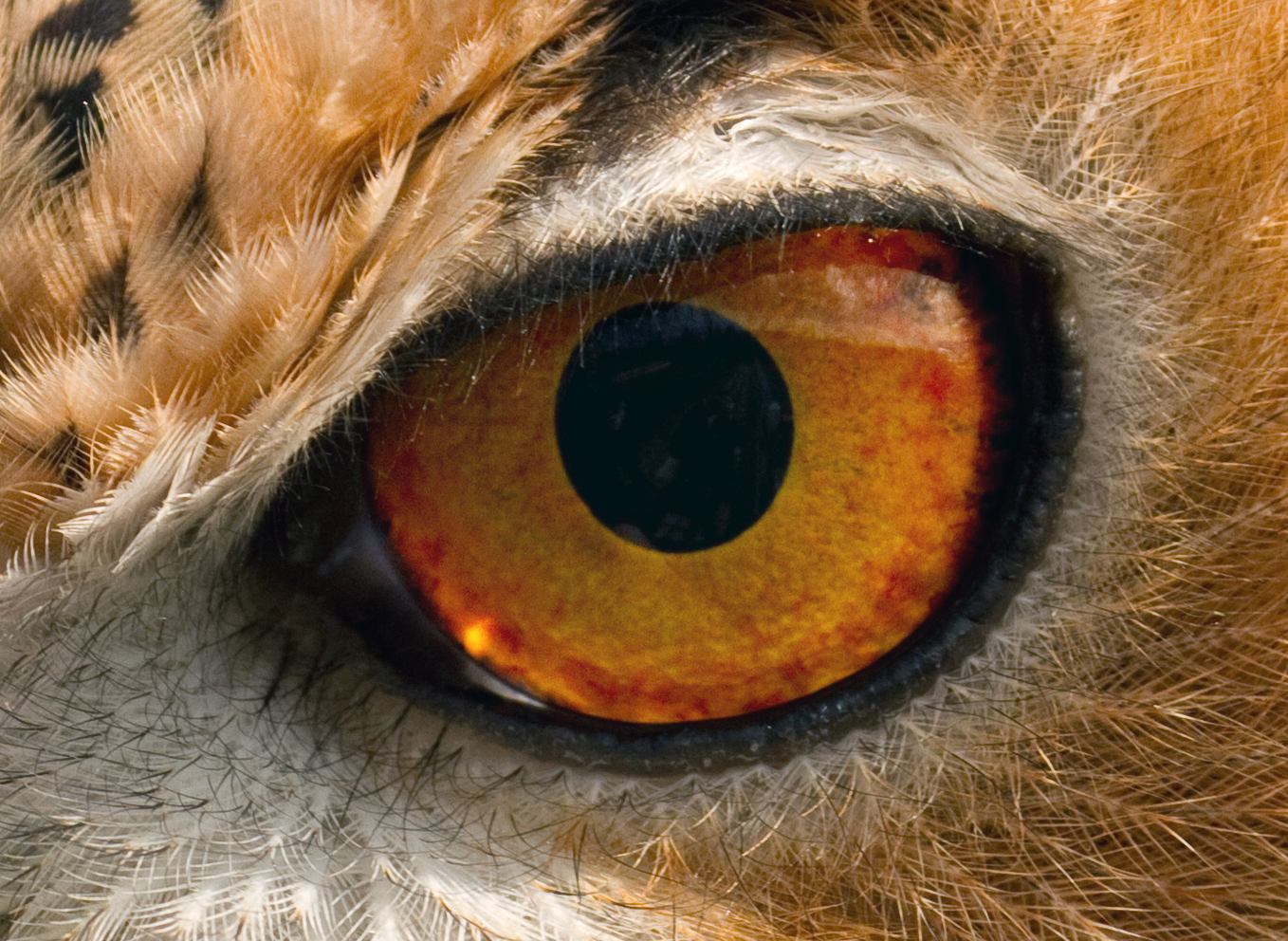
عين البومة الحقيقية.

علامة عين البومة أو مظهر عين البومة (بالإنجليزية: Owl's eye appearance)، هي مصطلح يستخدم لوصف نمط موجود في دراسة حالات موجودة في علم الأنسجة والأشعة والأمراض. يستخدم ظهور هذا النمط في المجال الطبي لتحليل الأعراض على المرضى؛ حيث أنه يشبه شكل عيون البومة الحقيقية والذي يعد دلالة مهمة في تشخيص بعض الأمراض.
قد تشير إلى:

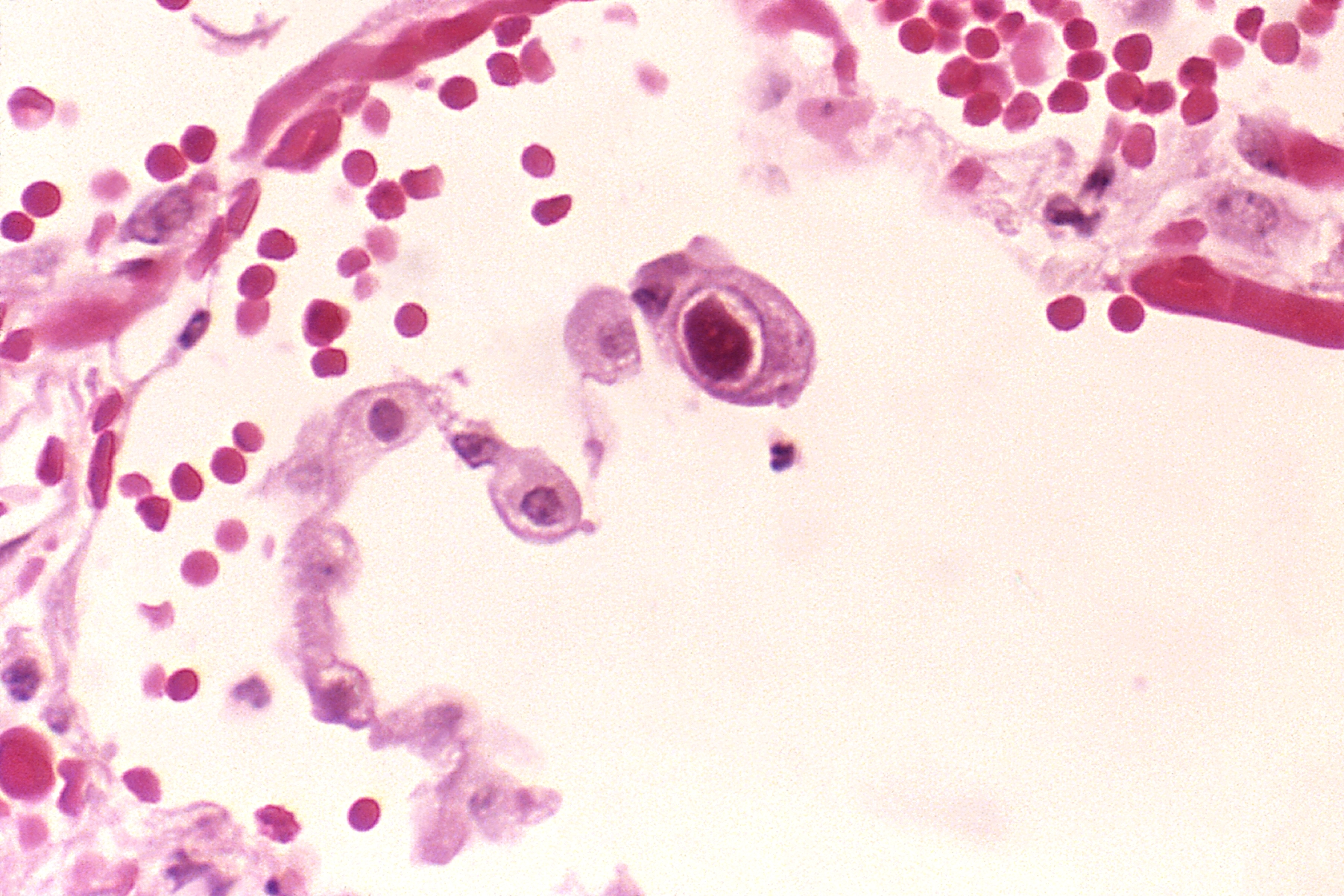
عدوى الفيروس المضخم للخلايا في خلية رئوية في الرئة، تظهر مظهر عين البومة لخلية كبيرة في المركز.

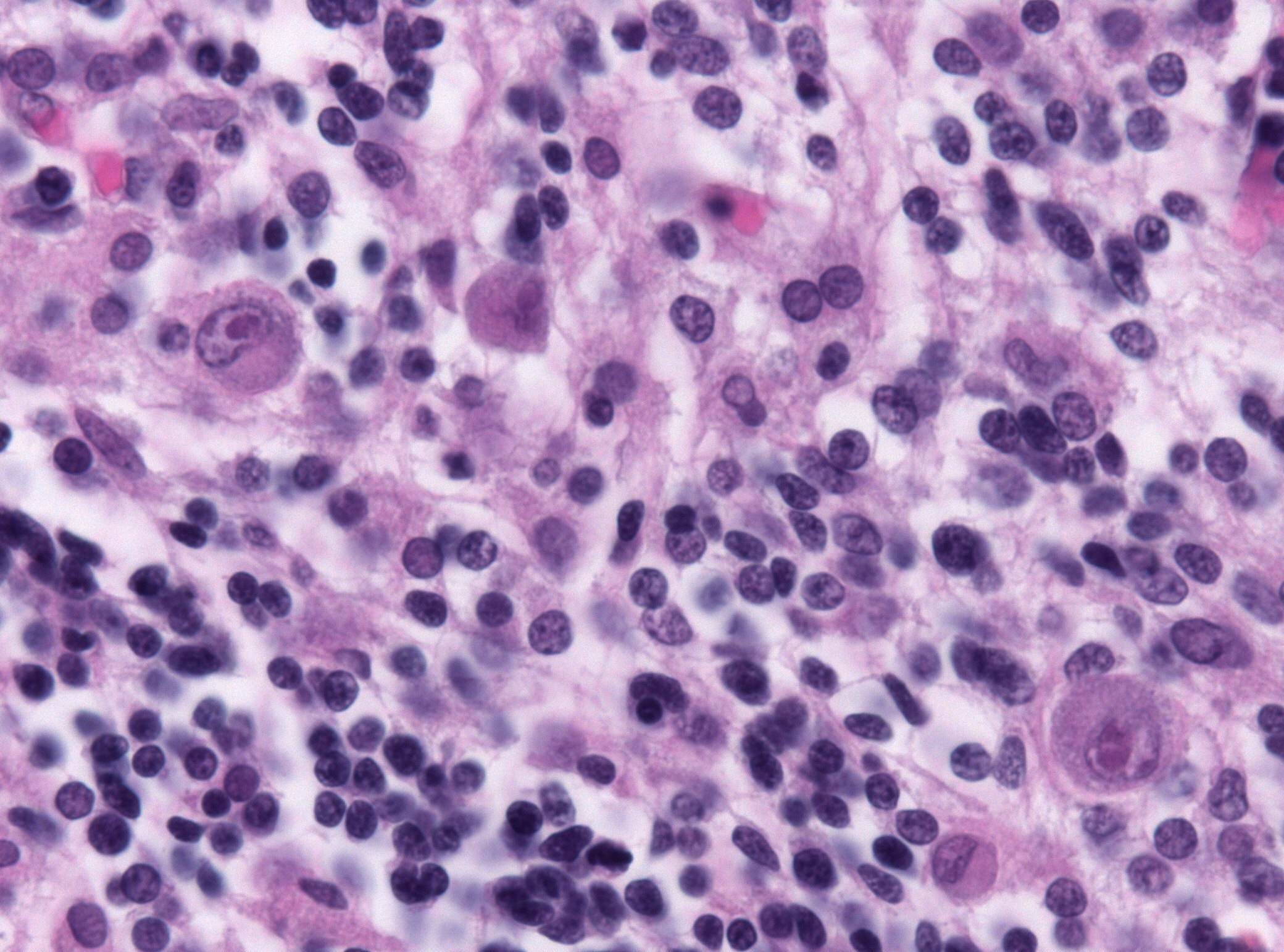
شوائب الخلايا العصبية للفيروس المضخم للخلايا تظهر علامة عين البومة.

- الخلايا التي تحتوي على فجوات حول النواة حول نوى مركزية متغلظة، مثل: الثآليل المسطحة.[1]
- مظهر عين البومة للأجسام المشتملة، وهي شديدة الخصوصية لعدوى الفيروس المضخم للخلايا.[2]
- مظهر عين البومة للنواة الكاملة، اكتشاف في خلايا ريد-ستيرنبيرغ في الأفراد المصابين بسرطان الغدد الليمفاوية هودجكين.
- مظهر عين البومة للنواة العدسية للعقد القاعدية على صور التصوير المقطعي المحوسب للرأس في الأفراد المصابين بنقص الأكسجة الدماغي.[3]

## الحالات المرضية
مظهر عين البومة له علاقة بخلايا ريد-ستيرنبرغ فيما يتعلق بعدوى الفيروس المضخم للخلايا. أُستخدِم مظهر عين البومة كمؤشر على وجود الفيروس المضخم للخلايا لدراسات الحالة التالية.
في عام 1982، كتب كتاب دراسي فصلاً عن الفيروس المضخم للخلايا وشرح علاقته الإضافية بمظاهر عين البومة. وذكر أن عين البومة لها خاصية الهالة الصافية التي تمتد باتجاه نواة غشاء الخلية. وُجِدَ أن الهيكل الخلوي كان ذا صلة بالالتهاب الرئوي الذي كان خطأ في الفيروس المضخم للخلايا.
في دراسة حالة أجريت عام 1986، كتبت إحدى المجلات أن مظهر عين البومة وجد في إجمالي 10 من كل 10 مرضى. كان هذا على ما يبدو بسبب الفيروس المضخم للخلايا الموجود في المرضى الذين شُخِّصوا أيضًا بالإيدز. تضمنت دراسة الحالة هذه فحوصات التصوير المقطعي المحوسب التي أُستخدِمت كمقترح، كطريقة لاكتشاف الفيروس المضخم للخلايا، ومع ذلك وجدت دراسة الحالة أن الفيروس المضخم للخلايا ليس له صلة كبيرة بقدرة التصوير المقطعي المحوسب.
في عام 1987، وُجِد الفيروس المضخم للخلايا في عين رجل يبلغ من العمر 33 عامًا شخِّصت إصابته بالفيروس المضخم للخلايا. أعطى ظهور عين البومة إشارة إلى المستشفى أن هذا المريض مصاب بالفيروس المضخم للخلايا.
في عام 1990، وجدت إحدى المجلات المتخصصة بدراسة الحالة أن مظهر عين البومة كان مرتبطًا بظهور عدوى فيروس نقص المناعة البشرية. كان هذا هو المكان الذي تضمنت فيه دراسة الحالة دراسة حالات المستشفيات واستنتاج أن فيروس نقص المناعة البشرية يلعب دورًا في أعراض معينة مثل الإسهال.
في عام 1990، وجدت إحدى المجلات المتخصصة بدراسة الحالة أن ظهور عين البومة كان موجودًا في المرضى الأربعة الذين تمت تشخيصهم. شُخِّصَ هؤلاء المرضى بالإيدز، ومع وجود مظهر عين البومة ثبت وجود الفيروس المضخم للخلايا. أُكِّدَ هذا الفيروس عن طريق استخدام الكيمياء النسيجية المناعية.
في دراسة حالة أجريت عام 2000، وُجِدَ أن مظهر عين البومة كجسم خلية كان مفتاحًا لفهم التشريح المرضي للفيروس المضخم للخلايا. وجدت الدراسة علاقة قوية مع النتيجة الموجبة لفحص تفاعل البوليمراز المتسلسل لوجود فيروس مضخم الخلايا (p <0.001). أدى هذا الاكتشاف إلى نتيجة مفادها أن ظهور عين البومة كان علامة قوية لإيجاد الفيروس المضخم للخلايا داخل الأعضاء.
في عام 2006، كتبت مجلة لدراسة الحالة أنه عُثِر على علامات عين البومة في المرضى الذين لديهم جهاز مناعي ضعيف. كان الغرض من دراسة الحالة هذه هو تحديد سمات الفيروس المضخم للخلايا نفسه، ومظهر عيون البومة ذات الصلة.
في عام 2009، وجدت مجلة دراسة حالة أن مريضًا يبلغ من العمر 44 عامًا مصاب بالفيروس المضخم للخلايا. إن وجود شكل بومة العين الموجود داخل المنطقة المصابة، أعطى الدلائل اللازمة لعدوى مؤكدة بالفيروس المضخم للخلايا.
في عام 2009، وجدت دراسة حالة أخرى ظهور عين البومة في ثمانية عشر مريضًا حُفِّزوا بأدوية متلازمة. خلصت دراسة الحالة إلى أن مرض الفيروس المضخم للخلايا كان موجودًا حيث تسببت المتلازمة في إصابة هؤلاء المرضى بجهاز المناعة. ووجدت الحالة أيضًا أن الانخفاض الكبير في خلايا الدم البيضاء كان عاملاً في المرحلة الأولية من الإصابة بالفيروس المضخم للخلايا.
في عام 2011، وجد الإصدار الثاني من الكتاب الدراسي أنه عُثِر على مظهر عين البومة داخل شبكية العين الميتة. عُثِر عليها بسبب الفيروس المضخم للخلايا الذي كان مقيمًا داخل العين مما تسبب في تلف الخلايا ثم موتها.
في عام 2012، كُتِبت مجلة عن المرضى المصابين بعدوى الفيروس المضخم للخلايا واستخدمت في رسم خرائط لخلايا عين البومة باستخدام تقنيتهم المجهرية. كان المرضى رجلين مسنين تتراوح أعمارهم بين 75 و77 عامًا. صُوِّر مظهر عين البومة باستخدام المجهر عبر الليزر، وأُنشأت صور ثنائية الأبعاد باستخدام برامج الكمبيوتر. كان الاستنتاج الذي توصلت إليه المجلة أن عين البومة كانت ذات صلة بعدوى الفيروس المضخم للخلايا.
في عام 2019، عُثِر على طفل يبلغ من العمر 4 سنوات مصابًا بالشلل الرخو الحاد ووجد أنه يشبه عين البومة. وتحدثت الحالة أيضًا عن وجود الفيروس المعوي. عُثِر على الصبي أيضًا يعاني من ضعف في جهاز المناعة، والذي أصيب به الفيروس المعوي. هذه الحالة فريدة من نوعها بسبب مظهر عين البومة من حيث الصلة بالفيروس المعوي.

## الحالات النسيجية
عُثِر على مظاهر عين البومة أيضًا داخل الأنسجة والأعضاء ورُبطت بالحالات التشريحية المرضية. معظم هذه الحالات ذات صلة أيضًا بحالات علم الأمراض، ولكن هذه الحالات كانت أكثر تركيزًا على تفاصيل عضو أو نسيج واحد حيث ظهر مظهر عين البومة. عُثِر أيضًا على هذه الحالات ذات الصلة المعتدلة تجاه الفيروس المضخم للخلايا.
في عام 1983، كتبت إحدى المجلات عن دراسة حالة وجدت أن مظهر عين البومة داخل عيون الإنسان مع وجود فيروس مضخم للخلايا محتمل مع ضعف في جهاز المناعة. كان هذا من أعراض الالتهاب التي جعلت تشخيص جهاز المناعة ضعيفًا.
في عام 1985، كتبت إحدى المجلات أن ظهور علامات عين البومة كان بسبب وجود داء الأمعاء الالتهابي. كان هذا اكتشافًا يشتبه في أن المريض في هذه الحالة مصاب بعدوى الفيروس المضخم للخلايا، لكن التشخيصات الإضافية أظهرت أن المريض مصاب بالفعل بضعف جهاز المناعة. كما عُرف على المريض على أنه رجل يبلغ من العمر 80 عامًا يعاني من حالة قصيرة الأمد من إسهال الدم والمخاط ، والتي لم تُحتوى مما أدى إلى وفاته. وجد تشريح الجثة وجود الفيروس المضخم للخلايا.
في عام 2002، كتبت مجلة دراسة حالة نادرة أن مجموعة من الفيروسات المضخمة للخلايا يمكن أن تصيب المرضى الذين شُخِّصوا بالإيدز وأمراض ضعف جهاز المناعة ، ولكن كان من النادر أن يصيب جلد المريض. عُثِر على الجلد على المستوى الخلوي وكأنه عين البومة وخلص بعد عدة اختبارات على أنه عدوى الفيروس المضخم للخلايا.
في عام 2007، كتبت إحدى المجلات عن وجود مظهر عين البومة كخلايا وجدت في عملية زراعة أعضاء للمريض. كان مظهر عين البومة يعتبر نادرًا لعدوى الفيروس المضخم للخلايا في عملية الزراعة، ولكن أُعتُبِر مقلقًا. عُثِر على عدوى الفيروس المضخم للخلايا ذات صلة بالمرضى الذين يعانون من ضعف المناعة، حيث أظهرت الحالات السابقة أن المشاكل المناعية للمرضى لديهم حالة مماثلة من عدوى الفيروس المضخم للخلايا.
في عام 2015، كتبت مجلة مراجعة عن عدوى الهربس وتوصلت إلى أن مظهر عين البومة وجد في معظم الأعضاء من خلال التحقيق في زراعة الكبد. يقدم هذا دليلًا على أن ظهور عين البومة سمح للأطباء بتشخيص إمكانية اكتشاف عدوى الفيروس المضخم للخلايا من زراعة الكبد من خلال أدوات الكشف.
في عام 2019، أجريت دراسة حالة على سلسلة من المرضى أصيبوا بالفيروس المضخم للخلايا، ووجدوا وجود عين البومة بسبب وجود الفيروس. كانت مظاهر عيني البومة قادرة على استنتاج أن المرضى المعرضين لمخاطر عالية لديهم مخاطر أعلى للإصابة بالفيروس المضخم للخلايا.

### حالات خاصة
في حالة خاصة في عام 2011، عُثِر على مظهر عين البومة داخل الهيكل الخلوي للعقدة الشوكية.
حالة خاصة أخرى في عام 1957، وجدت أن مظهر عين البومة وجد عن طريق خليتين متطابقتين مع بعضهما البعض منتجا النمط داخل دراسة الحالة النسيجية للأورام. هذا هو شكل عين البومة بشكل أساسي، ولكن الأعراض لم تحدث من وجود الفيروس المضخم للخلايا، ولكن من حالة فريدة من نوعها.
حالة خاصة أخرى في عام 1999، أُجريت دراسة حالة عن طريق التحقيق في سلسلة من الأطفال ووجدت طفلًا به علامة بومة والتي عُرف أيضًا باسم عصابة عين. كان هذا بسبب وجود طفح جلدي، وليس وجود الفيروس المضخم للخلايا.

## حالات الأشعة
عُثِر على مظهر عين البومة أيضًا في صور الأشعة المأخوذة من الأشعة السينية والتصوير المقطعي المحوسب. تظهر كمؤشر على دليل لاستخدامه في تحليل المشكلة. لا تشير عمليات المسح هذه حتى الآن إلى أن مظهر عين البومة الموجود في قسم الأشعة له أي صلة بالعدوى بالفيروس المضخم للخلايا داخل المرضى. مثال على ظهور عين البومة داخل صورة هو الهيكل العظمي داخل بنية العظام، خاصة في الحبل الشوكي.
في عام 2009، كتبت إحدى المجلات عن وجود مظهر عين البومة التي عُثِر عليها داخل الهيكل العظمي من التصوير بالرنين المغناطيسي فيما يتعلق بضغط الحبل الشوكي. كانت علامة عين البومة قادرة على الإشارة إلى أن مشاكل العمود الفقري قد تكون مشابهة لحالات الحبل الشوكي الأخرى ويمكن استخدامها كأداة لتحديد الحالات المستقبلية.
في عام 2012، كُتب مقال في مجلة لدراسة الحالة عن صبي يبلغ من العمر 10 سنوات، وأكتشف أن عين البومة تظهر داخل الدماغ من خلال فحص التصوير بالرنين المغناطيسي. في النتائج، وجد أن علامة عين البومة شوهدت عند التقاط صور الأشعة العصبية. أُكتشفت علامة عين البومة أيضًا من الحبل الشوكي في فحوصات التصوير بالرنين المغناطيسي للعمود الفقري التي أجريت في مرحلة ما بعد العلاج للصبي البالغ من العمر 10 سنوات.
في عام 2015، عُثِر على دراسة حالة عن علامة عين البومة في تصوير الأعصاب عبر التصوير بالرنين المغناطيسي والتي كانت نادرة بسبب التشخيص على المريض. عُثِر على المريض مصابًا بمتلازمة الذراع المضطربة.
في يونيو 2016، كُتِبَ مقال صحفي عن وجود تحلل الميالين الجسري المركزي. ومن خلال إجراء فحوصات الأشعة داخل الدماغ، عثروا على ملاحظات حول علامات عين البومة التي تشبه أيضًا علامات القرود. كما أُستخدمت مظهر عين البومة كعلامة في فحوصات التصوير بالرنين المغناطيسي التي أجريت في مسح الدماغ لإظهار علاقتها بالملف التشخيصي للمريض.
في سبتمبر 2016، كُتب مقال في مجلة حول التحقيق في فحوصات التصوير بالرنين المغناطيسي ذات الصلة بأمراض الحبل الشوكي. وجدت هذه الاختبارات مظهر عين البومة لأنها كانت ذات صلة بالحبل الشوكي في الحالات السابقة. وخلصت المجلة إلى أن عين البومة لم تكن السمة الرئيسية لموت الأنسجة.
ذكر كتاب دراسي أنه في علم الأشعة، يمكن رؤية مظهر عين البومة من الخلايا والاضطرابات العصبية. هذا الكتاب الدراسي هو كتاب مراجعة سريرية، وقد وفر صلة بين علامات عين البومة والتصوير العصبي.

### حالات خاصة
وجدت دراسة حالة أجريت عام 1986 أن التصوير المقطعي المحوسب كان ذا تأثير ضئيل عند محاولة العثور على الفيروس المضخم للخلايا في وجود مظهر عين البومة.